# Metagonia maya
Metagonia maya is een spinnensoort uit de familie trilspinnen (Pholcidae). De soort komt voor in Mexico.